# Hiroaki Hiraoka (calciatore)
Hiroaki Hiraoka (平岡 宏章?, Hiraoka Hiroaki; Prefettura di Shizuoka, 2 settembre 1969) è un allenatore di calcio ed ex calciatore giapponese, di ruolo difensore, tecnico.

## Carriera

### Calciatore
Hiraoka ha militato in carriera nello Shimizu S-Pulse, nel Consadole Sapporo e nell'Albirex Niigata.

### Allenatore
Ha allenato dal 2007 al 2008 l'Albirex Niigata Singapore.